# بوب مكادو
بوب مكادو (بالإنجليزية: Bob McAdoo) مواليد 25 سبتمبر 1951 في غرينزبورو، هو لاعب كرة سلة أمريكي تحول إلى التدريب بعد الاعتزال بدأ مسيرته الاحترافية في سنة 1972. يبلغ طوله 6 قدم 9 بوصة (2.1 م). اعتزل اللعب في 1992.

## فرق لعب لها
- نيويورك نيكس
- بوسطن سيلتكس
- ديترويت بيستونز
- بروكلين نتس
- لوس أنجلوس ليكرز
- فيلادلفيا سفنتي سيكسرز
- أولمبيا ميلانو

## روابط خارجية
- بوب مكادو على موقع إن بي أي (الإنجليزية)
- بوب مكادو على موقع سبورتس رفرنس (الإنجليزية)
- بوب مكادو على موقع كلية كرة السلة في سبورتس رفرنس.كوم (الإنجليزية)
- بوب مكادو على موقع ريلجم (الإنجليزية)
- بوب مكادو على موقع بروبوليرز (الإنجليزية)
- بوب مكادو على موقع قاعة المشاهير الجامعة الوطنية لكرة السلة (الإنجليزية)
- بوب مكادو على موقع سبورتس رفرنس (الإنجليزية)
- بوب مكادو على موقع قاعة كارولاينا الشمالية للمشاهير الرياضية (الإنجليزية)